# Бекетов, Михаил Васильевич
Михаи́л Васи́льевич Бе́кетов (10 января 1958, Надежда, Шпаковский район, Ставропольский край — 8 апреля 2013, Химки) — российский журналист, главный редактор и учредитель газеты «Химкинская правда».

## Биография
Окончил факультет журналистики МГУ, работал на БАМе, в центральных СМИ, занимался военной историей.
С января 1994 года — руководитель пресс-службы мэра города Химки Юрия Кораблина. В дальнейшем возглавлял информационный центр, созданный при администрации Химок, и газету «Химкинские новости». После поражения Юрия Кораблина на выборах мэра Химок в декабре 2003 года уходит из городской администрации и её газеты. В 2004 году работал в газете «Литературная Россия». Затем создал свой бизнес — ООО «Стрелец».
В 2007 году на собственные средства стал издавать газету «Химкинская правда». В ней он публиковал критические статьи о деятельности администрации Химок, в частности, привлёк внимание общественности к ситуации с могилами лётчиков у Ленинградского шоссе, освещал борьбу за сохранение Химкинского леса.
Михаилу Бекетову неоднократно угрожали. В мае 2008 года была взорвана его машина. Когда же Бекетов высказал предположение, что в акции устрашения были заинтересованы чиновники химкинской администрации, в частности, мэр Химок Владимир Стрельченко, против него было возбуждено уголовное дело по статье о клевете. Защитником Михаила Бекетова по этому делу выступил адвокат Станислав Маркелов.
13 ноября 2008 года Михаил Бекетов был избит неизвестными. После этого он долгое время находился на лечении в НИИ им. Склифосовского и получил инвалидность 1-й группы. Ему были ампутированы три пальца на левой руке и правая нога, также была проведена операция в ЦИТО по извлечению из мозга осколков кости.
В июне 2010 года Бекетов вернулся домой после полутора лет, проведённых в медицинских учреждениях. Фонд помощи Бекетову нашёл ему сиделку, его также посещали медицинские специалисты. Представители подмосковного ГУВД пообещали оказать содействие в обеспечении безопасности Бекетова.
По возвращении домой Михаил Бекетов передвигался в инвалидной коляске. Он мог с посторонней помощью пересаживаться в неё с кровати и осознанно играть в шахматы, но речь к нему не возвращалась очень долго; только в феврале 2011 года он начал произносить отдельные слова.
10 ноября 2010 года Бекетов был признан мировым судом Химок виновным в клевете на В. В. Стрельченко и приговорён к штрафу в размере 5 тыс. рублей. Городской суд Химок 10 декабря оправдал Бекетова.

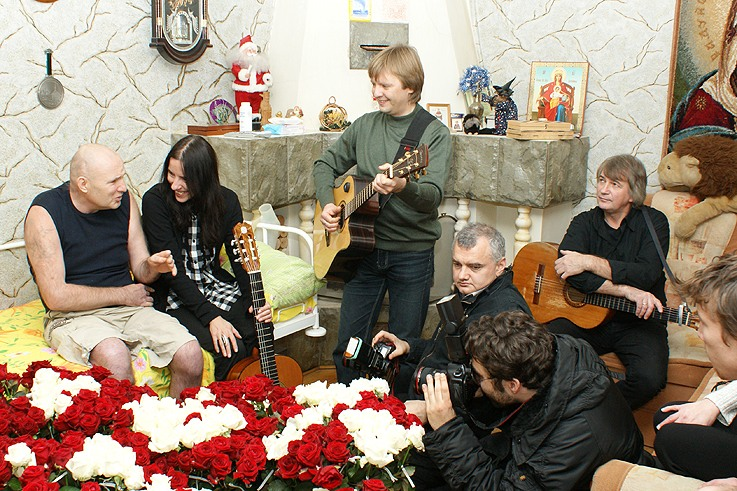
Концерт в доме Михаила Бекетова 27.11.2010

27 ноября 2010 года Михаила посетили неравнодушные люди, они подарили ему 501 розу и устроили концерт. Деньги для роз собирали в Интернете. К цветам прикрепили бирки с именами сочувствующих[значимость факта?].
«Репортёры без границ» наградили М. Бекетова премией «Press Freedom Award».
31 октября 2011 года Михаилу Бекетову была присуждена премия Правительства РФ в области печатных СМИ. Вручение премии состоялось в январе 2012 года.
Михаил Бекетов умер 8 апреля 2013 года. По сведениям интернет-издания «Газета.Ru», журналист находился на обследовании в больнице и подавился во время приёма пищи, что повлекло за собой сердечный приступ, ставший причиной смерти. Следственный комитет не стал возбуждать уголовное дело по факту смерти журналиста, указав на то, что она стала результатом несчастного случая.
Похоронен в городе Химки на Новолужинском кладбище. Дело об избиении и по сей день остаётся нераскрытым.

## Награды
- В 2009 награждён премией «СМИ против коррупции»[21]
- В 2010 награждён Союзом журналистов России премией «За мужество».[22]
- В 2010 получил премию имени Герда Буцериуса «Свободная пресса Восточной Европы» (Gerd Bucerius-Förderpreis Freie Presse Osteuropas)[2].
- В 2011 году стал лауреатом премии Правительства РФ в области печатных СМИ
- В 2012 году стал лауреатом Международной литературной премии «Белые журавли России»

## В литературе
Жизнь и судьба Михаила Бекетова описана его другом Сергеем Соколкиным в скандальном романе-бестселлере «Rusкая чурка» (Рипол классик, 2014, Переиздание — Рипол классик, 2015).